# دیوید پرایس جونز
دیوید پرایس جونز (به انگلیسی: David Pryce-Jones) (زاده ۱۵ فوریه ۱۹۳۶) نویسندهٔ یهودی اهل انگلیس است.

## آثار
رمان
- «میراث» (به انگلیسی: Inheritance) - 1992
- «خورشید بعد از ظهر» (به انگلیسی: The Afternoon Sun) - 1986
- «اتحادیهٔ شرلی» (به انگلیسی: Shirley’s Guild) - ۱۹۷۹
- «کومون انگلیس» (به انگلیسی: The England Commune) - 1975
- «فرار به دوردست» (به انگلیسی: Running Away) - 1971
- «نگاه غریبه» (به انگلیسی: The Stranger’s View) - ۱۹۶۷
- «اسبق» (به انگلیسی: Quondam) - 1967
- «شن‌های تابستان» (به انگلیسی: The Sands of Summer) - 1967
- «جغدها و ساتیرها» (به انگلیسی: Owls & Satyrs) - 1967

غیر داستانی
- «خطوط خطا» (به انگلیسی: Fault Lines)-2015
- «خیانت قلب - از توماس پین تا کیم فیلبی» (به انگلیسی: Treason of the Heart. From Thomas Paine to Kim Philby)-2011
- «عهدشکنی: فرانسه عربها و یهودی‌ها» (به انگلیسی: Betrayal: France, the Arabs, and the Jews)-2006
- «یک کودتای دلپذیر» (به انگلیسی: A Very Elegant Coup)-2003 در آن به حمایت از کودتای ۲۸ مرداد می‌پردازد و آن را تلاش موفق غرب برای مقابل با کمونیسم در ایران معرفی می‌کند. این کتاب پاسخی در برابر کتاب همه مردان شاه است.
- «مرگ عجیب امپراطوری شوروی» (به انگلیسی: The Strange Death of the Soviet Empire)-1995
- «جنگی که هرگز وجود نداشت: سقوط امپراطوری شوروی ۱۹۸۵–۱۹۹۱» (به انگلیسی: The War that Never Was: The Fall of the Soviet Empire 1985–1991)-1995
- «نمی‌توانی بیش از حد احتیاط کنی» (به انگلیسی: You Can’t be Too Careful)-۱۹۹۲
- «حلقهٔ بسته» (به انگلیسی: The Closed Circle)-1989
- «سیریل کانلی:زندگی‌نامه و خاطرات» (به انگلیسی: Cyril Connolly: Journal & Memoir)-1983
- «پاریس در عهد رایش سوم» (به انگلیسی: Paris in the Third Reich)-1978
- «اتحاد میت فورد» (به انگلیسی: Unity Mitford)-1976
- «اولین وو و دنیایش» (به انگلیسی: Evelyn Waugh & his world)-1973
- «چهره شکست» (به انگلیسی: The Face of Defeat)-1972
- «انقلاب مجارستانی» (به انگلیسی: The Hungarian Revolution)-1969
- «نسل بعد: سفر در اسرائیل» (به انگلیسی: Next Generation: Travels in Israel)-1965
- «گراهام گیرینی» (به انگلیسی: Graham Greene)-1963